# Мокрое (Житомирская область)
Мо́крое (укр. Мокре) — село на Украине, основано в 1784 году, находится в Барановском районе Житомирской области.
Код КОАТУУ — 1820684201. Население по переписи 2001 года составляет 466 человек. Почтовый индекс — 12710. Телефонный код — 4144. Занимает площадь 21,39 км².

## Адрес местного совета
12710, Житомирская область, Барановский р-н, с.Мокрое